# ميناتو (طوكيو)
ميناتو (باليابانية: 港区 ميناتو-كو) وتعني «حي ميناتو» هو أحد أحياء طوكيو ال 23. يوجد 49 سفارة في حي ميناتو بالإضافة إلى مكاتب العديد من الشركات مثل هوندا، ميتسوبيشي للصناعات الثقيلة، ميتسوبيشي موتورز، إن إي سي، سوني، توشيبا، نيكون وتي دي كاي.

## جغرافيا
يقع حي ميناتو في الجزء الجنوبي الغربي من القصر الإمبراطوري وله حدود مع أحياء تشيودا، تشوأو، كوتو، شيناغاوا، شيبويا، وشينجوكو.

### أماكن
- أكاساكا: منطقة سكنية كبيرة في شمال ميناتو، يقع ضمنها قصر أكاساكا وهو قصر ضيوف الدولة، بالإضافة إلى المبنى الرئيسي لمحطة تي بي إس الإذاعية والتلفزيونية، مركز الفنون الوطني، سفارة الولايات المتحدة الأمريكية، وسفارة الجمهورية العربية السورية.
- روبونغي : تعرف كمنطقة للتسلية الليلية بكثرة البارات والمطاعم، كما أنها تشتهر بمبنى روبونغي هيلز.

## تاريخ
تم تأسيس الحي في 15 مارس 1947 وذلك بدمج أحياء أكاساكا، أزابو، وشيبا.

## التعليم

### جامعات
- جامعة كيئو
- جامعة الأمم المتحدة

## البعثات الدبلوماسية
العديد من الدول تقع سفاراتها في ميناتو.

### السفارات
- الأرجنتين
- البحرين
- السعودية
- السودان
- الكويت
- أوكرانيا
- ألمانيا
- أستراليا
- إسبانيا
- الولايات المتحدة
- كوبا
- كوريا الجنوبية
- العراق
- المغرب
- إيران
- باكستان
- اليونان
- النمسا

## أعلام
- كينيتشي ميزونو
- جوزو إيتامي
- توكوغاوا إييموتشي
- فرانكي ساكاي
- يوجي كيمورا
- أتسشي كيسايتشي
- تاكاشي ماتسوموتو
- تاناكا يوشيكو
- أكيرا فوجيتا
- شيغه-رو هوري

## مواقع خارجية
- الموقع الرسمي لمدينة ميناتو باللغة الإنكليزية